# Cetacee

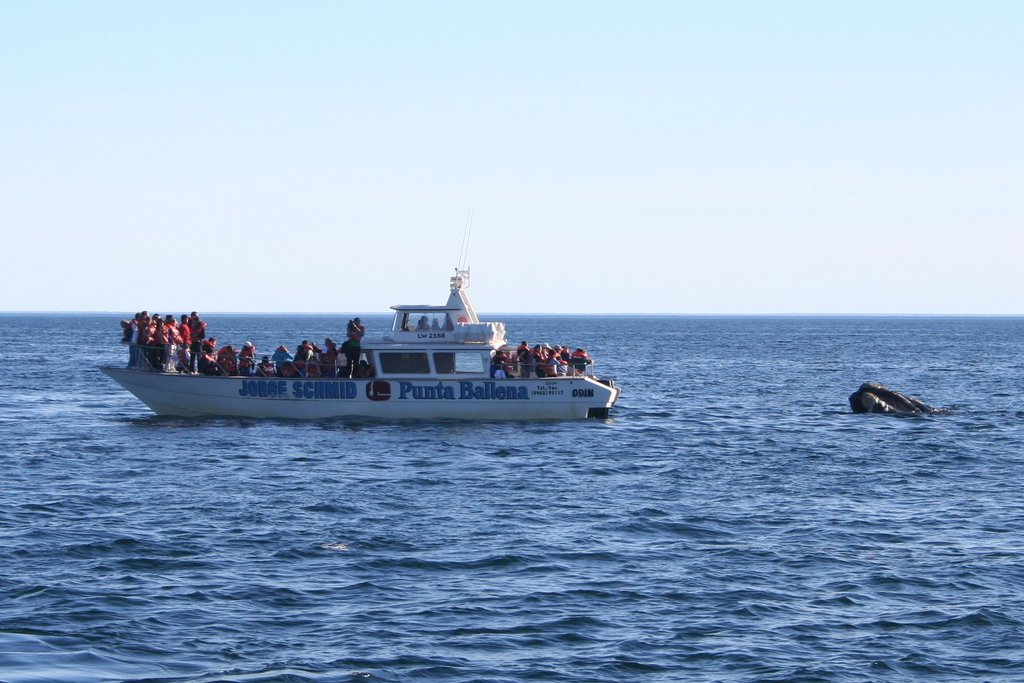
Balenă observată în apropierea Peninsulei Valdes

Cetaceele (Cetacea) alcătuiesc un grup de mamifere care trăiesc numai în apă.

## Caracteristici
Caracteristicile esențiale ale ordinului, caracteristici care au dus la crearea acestuia și încadrarea sa cu specii sunt:
1. pielea lipsită de păr
2. mamifere exclusiv acvatice
3. dentiție homodontă sau heterodontă
4. organ de propulsie orizontal plasat posterior (de formă simetrică), numit caudală

Organismele, care vor prezenta toate cele patru caracteristici enumerate anterior, vor putea fi găsite doar în unitate taxonomică al Ordinului Cetacea. Ordinul cuprinde cele mai mari animale actuale, având corpul de forma unui pește, adică hidrodinamică, dar cu organul de propulsie (caudala) plasat posterior și orizontal. Membrele anterioare, care sunt adaptate înotului, sunt denumite lopeți
Membrele anterioare sunt transformate în înotătoare, iar membrele posterioare lipsesc. Caudala, care nu se sprijină pe elemente scheletice, este orizontală și simetrică, fiind unicul organ de propulsie al cetaceelor. Corpul cetaceelor este apărate un strat foarte gros de grăsime, cu rol în menținerea  temperaturii constante a corpului de 39-40 grade Celsius. Urme de pilozitate pot fi observate în jurul gurii. 
Din acest ordin fac parte delfinul, balena și cașalotul. Se împart în două mari grupe: cetaceele cu dinți și cetaceele cu fanoane. Din grupul cetaceelor cu dinți fac parte delfinii, orcile și porcii de mare. Dantura lor este alcătuită în întregime din dinți. Cetaceelor cu fanoane (toate speciile de balenă) posedă fanoane. Aceste formațiuni nu sunt osoase, ci cornoase și corespund ridurilor palatine de la celelalte mamifere. Ele acționează ca o sită filtrând apa și reținând în special microorganismele și animale mici de mărimea maximă a unei scrumbii.

## Evoluția cetaceelor

### Filogeneză
Biologia moleculară și imunologia au stabilit că cetaceele sunt înrudite filogenetic cel mai apropiat cu ungulatele cu număr par de degete, grup de animale numit astăzi Artiodactile. Linia directă de descendență a balenelor de astăzi ajunge în Eocen, mai exact în Ipresian (o subdiviziune medie a eocenului), în jur 55,8 milioane de ani îi urmă, la cele mai vechi urme de artiodactile cunoscute în prezent.  Fosilele descoperite la începutul anilor 2000 au confirmat această afirmație.

## Clasificarea cetaceelor
| Ordin   | Subordin   | Familie         | Gen              | Specie                       |
| Cetacea | Mysticeti  | Balaenidae      | Balaena          | Balaena mysticetus           |
| Cetacea | Mysticeti  | Balaenidae      | Eubalaena        | Eubalaena australis          |
| Cetacea | Mysticeti  | Balaenidae      | Eubalaena        | Eubalaena glacialis          |
| Cetacea | Mysticeti  | Balaenidae      | Eubalaena        | Eubalaena japonica           |
| Cetacea | Mysticeti  | Balaenopteridae | Balaenoptera     | Balaenoptera acutorostrata   |
| Cetacea | Mysticeti  | Balaenopteridae | Balaenoptera     | Balaenoptera borealis        |
| Cetacea | Mysticeti  | Balaenopteridae | Balaenoptera     | Balaenoptera edeni           |
| Cetacea | Mysticeti  | Balaenopteridae | Balaenoptera     | Balaenoptera musculus        |
| Cetacea | Mysticeti  | Balaenopteridae | Balaenoptera     | Balaenoptera physalus        |
| Cetacea | Mysticeti  | Balaenopteridae | Megaptera        | Megaptera novaeangliae       |
| Cetacea | Mysticeti  | Eschrichtiidae  | Eschrichtius     | Eschrichtius robustus        |
| Cetacea | Mysticeti  | Neobalaenidae   | Caperea          | Caperea marginata            |
| Cetacea | Odontoceti | Delphinidae     | Cephalorhynculus | Cephalorhynculus commersonii |
| Cetacea | Odontoceti | Delphinidae     | Cephalorhynculus | Cephalorhynculus eutropia    |
| Cetacea | Odontoceti | Delphinidae     | Cephalorhynculus | Cephalorhynculus heavisidii  |
| Cetacea | Odontoceti | Delphinidae     | Cephalorhynculus | Cephalorhynculus hectori     |
| Cetacea | Odontoceti | Delphinidae     | Delphinus        | Delphinus delphis            |
| Cetacea | Odontoceti | Delphinidae     | Feresa           | Feresa attenuato             |
| Cetacea | Odontoceti | Delphinidae     | Globicephala     | Globicephala macrorhyncus    |
| Cetacea | Odontoceti | Delphinidae     | Globicephala     | Globicephala melas           |
| Cetacea | Odontoceti | Delphinidae     | Grampus          | Grampus griseus              |
| Cetacea | Odontoceti | Delphinidae     | Lagenodelphis    | Lagenodelphis hosei          |
| Cetacea | Odontoceti | Delphinidae     | Lagenorhyncus    | Lagenorhyncus acutus         |
| Cetacea | Odontoceti | Delphinidae     | Lagenorhyncus    | Lagenorhyncus albirostris    |
| Cetacea | Odontoceti | Delphinidae     | Lagenorhyncus    | Lagenorhyncus obscurus       |
| Cetacea | Odontoceti | Delphinidae     | Lagenorhyncus    | Lagenorhyncus australis      |
| Cetacea | Odontoceti | Delphinidae     | Lagenorhyncus    | Lagenorhyncus cruciger       |
| Cetacea | Odontoceti | Delphinidae     | Lagenorhyncus    | Lagenorhyncus obliquidens    |
| Cetacea | Odontoceti | Delphinidae     | Lissodelphis     | Lissodelphis borealis        |
| Cetacea | Odontoceti | Delphinidae     | Lissodelphis     | Lissodelphis peronii         |
| Cetacea | Odontoceti | Delphinidae     | Orcaella         | Orcaella brevistoris         |
| Cetacea | Odontoceti | Delphinidae     | Orcinus          | Orcinus orca                 |
| Cetacea | Odontoceti | Delphinidae     | Peponocephala    | Peponocephala electra        |
| Cetacea | Odontoceti | Delphinidae     | Pseudorca        | Pseudorca crassidens         |
| Cetacea | Odontoceti | Delphinidae     | Sotalia          | Sotalia fluvietilis          |
| Cetacea | Odontoceti | Delphinidae     | Sousa            | Sousa chinensis              |
| Cetacea | Odontoceti | Delphinidae     | Sousa            | Sousa teuszii                |
| Cetacea | Odontoceti | Delphinidae     | Stenella         | Stenella clymene             |
| Cetacea | Odontoceti | Delphinidae     | Stenella         | Stenella coeruleoalba        |
| Cetacea | Odontoceti | Delphinidae     | Stenella         | Stenella frontalis           |
| Cetacea | Odontoceti | Delphinidae     | Stenella         | Stenella longirostris        |
| Cetacea | Odontoceti | Delphinidae     | Steno            | Steno bredanensis            |
| Cetacea | Odontoceti | Delphinidae     | Pursiops         | Pursiops truncatus           |
| Cetacea | Odontoceti | Monodontidae    | Delphinapteros   | Delphinapteros leucas        |
| Cetacea | Odontoceti | Monodontidae    | Monodon          | Monodon monoceros            |
| Cetacea | Odontoceti | Phocoenidae     | Australophocaena | Australophocaean dioptrica   |
| Cetacea | Odontoceti | Phocoenidae     | neophocaena      | Neophocaeana phocaenoides    |
| Cetacea | Odontoceti | Phocoenidae     | Phocaena         | Phocoena phocoena            |
| Cetacea | Odontoceti | Phocoenidae     | Phocaena         | Phocoena sinus               |
| Cetacea | Odontoceti | Phocoenidae     | Phocaena         | Phocoena spinipinnis         |
| Cetacea | Odontoceti | Phocoenidae     | Phocoenoides     | Phocoenoides dalli           |
| Cetacea | Odontoceti | Physeteriidae   | Kogia            | Kogia breviceps              |
| Cetacea | Odontoceti | Physeteriidae   | Kogia            | Kogia simus                  |
| Cetacea | Odontoceti | Physeteriidae   | Physeter         | Physeter catodon             |
| Cetacea | Odontoceti | Platanistidae   | Inia             | Inia geoffrensis             |
| Cetacea | Odontoceti | Platanistidae   | Lipotes          | Lipotes vexillifer           |
| Cetacea | Odontoceti | Platanistidae   | Platanista       | Platanista gangetica         |
| Cetacea | Odontoceti | Platanistidae   | Platanista       | Platanista minor             |
| Cetacea | Odontoceti | Platanistidae   | Pontoporia       | Pontoporia blainvillei       |
| Cetacea | Odontoceti | Ziphiidae       | Berardius        | Berardius arnuxii            |
| Cetacea | Odontoceti | Ziphiidae       | Berardius        | Berardius bairdii            |
| Cetacea | Odontoceti | Ziphiidae       | Hyperoodon       | Hyperoodon ampullatus        |
| Cetacea | Odontoceti | Ziphiidae       | Hyperoodon       | Hyperoodon planifrons        |
| Cetacea | Odontoceti | Ziphiidae       | Indopacetus      | Indopacetus pacificus        |
| Cetacea | Odontoceti | Ziphiidae       | Mesopodlon       | Mesoplodon bidens            |
| Cetacea | Odontoceti | Ziphiidae       | Mesopodlon       | Mesoplodon bowdoini          |
| Cetacea | Odontoceti | Ziphiidae       | Mesopodlon       | Mesoplodon carlhubsi         |
| Cetacea | Odontoceti | Ziphiidae       | Mesopodlon       | Mesopoldon densirostris      |
| Cetacea | Odontoceti | Ziphiidae       | Mesopodlon       | Mesoplodon europaeus         |
| Cetacea | Odontoceti | Ziphiidae       | Mesopodlon       | Mesoplodon ginkgodens        |
| Cetacea | Odontoceti | Ziphiidae       | Mesopodlon       | Mesoplodon grayi             |
| Cetacea | Odontoceti | Ziphiidae       | Mesopodlon       | Mesoplodon hectori           |
| Cetacea | Odontoceti | Ziphiidae       | Mesopodlon       | Mesoplodon layardii          |
| Cetacea | Odontoceti | Ziphiidae       | Mesopodlon       | Mesoplodon mirus             |
| Cetacea | Odontoceti | Ziphiidae       | Mesopodlon       | Mesoplodon peruvianus        |
| Cetacea | Odontoceti | Ziphiidae       | Mesopodlon       | Mesoplodon stejnegeri        |
| Cetacea | Odontoceti | Ziphiidae       | Tasmacetus       | Tasmacetus sherpherdi        |
| Cetacea | Odontoceti | Ziphiidae       | Ziphius          | Ziphius cavirostris          |